# Gervase Babington
Gervase Babington (1549/1550-1610) est un homme d'Église anglais, qui est évêque de Llandaff (1591-1594), évêque d'Exeter (1594-1597) et évêque de Worcester en 1597-1610. Il est membre de la famille Babington et occupe des fonctions influentes au même moment où son cousin Anthony Babington est exécuté pour trahison contre Elisabeth Ire dans le cadre du complot Babington.

## Biographie
Il est originaire du Nottinghamshire et est envoyé au Trinity College de Cambridge dont il devient fellow. Il passe à l'Université d'Oxford, où, le 15 juillet 1578, il est incorporé MA. Il retourne à Cambridge et est connu comme un « étudiant acharné » en théologie. Il s'associe à la maison d'Henry Herbert, 2e comte de Pembroke. Sous l'influence de son patron, il est nommé trésorier de Llandaff le 28 janvier 1590 ; il a déjà obtenu une prébende dans la cathédrale de Hereford. 
Par le même patronage, Babington est élu évêque de Llandaff le 7 août 1591, confirmé le 27 et consacré au palais de Croydon le 29. Quatre ans plus tard, il est transféré au siège d'Exeter, élu le 4 février 1595 et intronisé le 22 mars. On lui reproche d'avoir aliéné de cet évêché le manoir de Crediton. Finalement, il est nommé par la reine à Worcester, le 30 août 1597, élu le 15 septembre et confirmé le 4 octobre. 
Parmi les autres fonctions subsidiaires qu'il occupe, il y a celle de conseiller de la reine pour les Marches du Pays de Galles. Au début de 1600, on pense que Babington favorise Robert Devereux, 2e comte d'Essex ; et on dit que la reine Elizabeth lui a demandé des comptes alors qu'il prêchait un sermon devant elle, à cause des allusions qu'il a faites au nom du comte. 
En 1604, Babington est convoqué à la conférence de Hampton Court. Il meurt le 17 mai 1610 et est enterré dans sa cathédrale. 

## Travaux
En 1583, Babington publie son Very fruitful exposition of the commandements by way of questions and answers, qui est réédité en 1590, puis de nouveau vers 1600. Un ouvrage similaire sur le Notre Père est publié en 1588. En 1584 parait sa Briefe conference betwixt man's frailtie and faith wherein is declared the true use and comfort of those blessings pronounced by Christ in the fifth of Matthew ... . Laide downe in order of dialogue. Celui-ci est réédité en 1590 puis à nouveau en 1596. En 1592 est publiée la première édition de Certaine, plaine, briefe, and comfortable notes upon everie chapter of Genesis, dont une édition augmentée parait en 1596 et 1602. En 1604, il publie ses Comfortable notes upon the bookes of Exodus and Leviticus. Plusieurs sermons prêchés à St Paul's Cross par Babington sont également publiés.
Le principal in-folio de ses œuvres, édité par Miles Smith et T. C, initialement publié en 1615, est réédité en 1622 et 1637. Il se compose des xComfortable Notes upon the Five Books of Moses, also an exposition upon the Creed, the Commandments, the Lord's Prayer, with a conference betwixt man's frailtie and faith, and three sermons,, etc. Quelques passages du traité de Babington sur les commandements., dans lequel les vices de son époque sont attaqués, sont réimprimés dans l'édition de la New Shakspere Society de Anatomy of Abuses de Phillip Stubbes. Un sermon prêché par Babington en 1590 et publié dans ses « Œuvres », est réimprimé par Richard Hill en annexe de ses « Apologies pour l'amour fraternel », en 1798. 